# 70737 Stenflo
70737 Stenflo este un asteroid din centura principală de asteroizi.

## Descriere
70737 Stenflo este un asteroid din centura principală de asteroizi. A fost descoperit pe 8 noiembrie 1999 la Gnosca de Stefano Sposetti. Asteroidul prezintă o orbită caracterizată de o semiaxă mare de 2,64 ua, o excentricitate de 0,22 și o înclinație de 4,8° în raport cu ecliptica.